# 斯瓦爾巴機場
斯瓦尔巴朗伊尔机场（挪威語：Svalbard lufthavn, Longyear），是挪威属地斯瓦尔巴群岛的门户机场，位于首府朗伊尔城西北方向3千米处。这座机场是世界上最北的拥有定期民航班次的机场，建成于1975年，现由挪威国营的Avinor公司拥有并进行管理。2008年旅客吞吐量138934人次，比上一年度增长7.4%。

## 历史
第二次世界大战期间，德国空军在朗伊尔城附近的阿德文特达伦（Adventdalen）建造了斯瓦尔巴群岛的首条简易跑道。这条跑道在战后被弃用，各岛屿间夏季有船舶交通，而冬季则完全互相隔绝。20世纪50年代初开始，挪威空军的邮政航班从特罗姆瑟起飞，向熊岛和朗伊尔城运输邮包，但并不降落，而是直接空投。直到1959年2月9日，由于一名当地居民病重，急需被送往挪威本土治疗，才由斯匹次卑尔根的一家采矿公司Store Norske清理了位于阿德文特达伦的跑道，确保随后的首次飞机降落取得成功。3月11日，第二次飞机降落成功，此次飞行的目的是邮件运输。
1959年4月2日，Braathens航空公司为开通定期航班进行了首次试飞，使用一架道格拉斯DC-4运载54名乘客由巴尔迪福斯机场飞抵阿德文特达伦。1962年至1964年间，又进行了四次试飞。由于没有跑道灯光系统，飞机只能在白天降落，因此冬季极夜现象期间无法通航，而夏季由于跑道上的季节冻土融化，也无法通航。这一阶段的导航则借助熊岛与西斯匹次卑尔根的Isfjord峡湾之间的无线电信号来实现。1965年12月8日，首次夜间降落取得成功。1965-66航季，布拉森航空共完成飞往斯瓦尔巴的16个架次的飞行。之后两个航季，合同则被授予北欧航空，但两季之后由改回授予布拉森航空。弗雷德·奥尔森航空则在1966年首次执行飞往斯瓦尔巴的航班。1972年4月29日，喷气式飞机首次降落在斯瓦尔巴，型号是福克F28。1973年，俄罗斯航空开通了阿德文特达伦与斯匹次卑尔根岛上的苏联居民点巴伦支堡之间的航班。

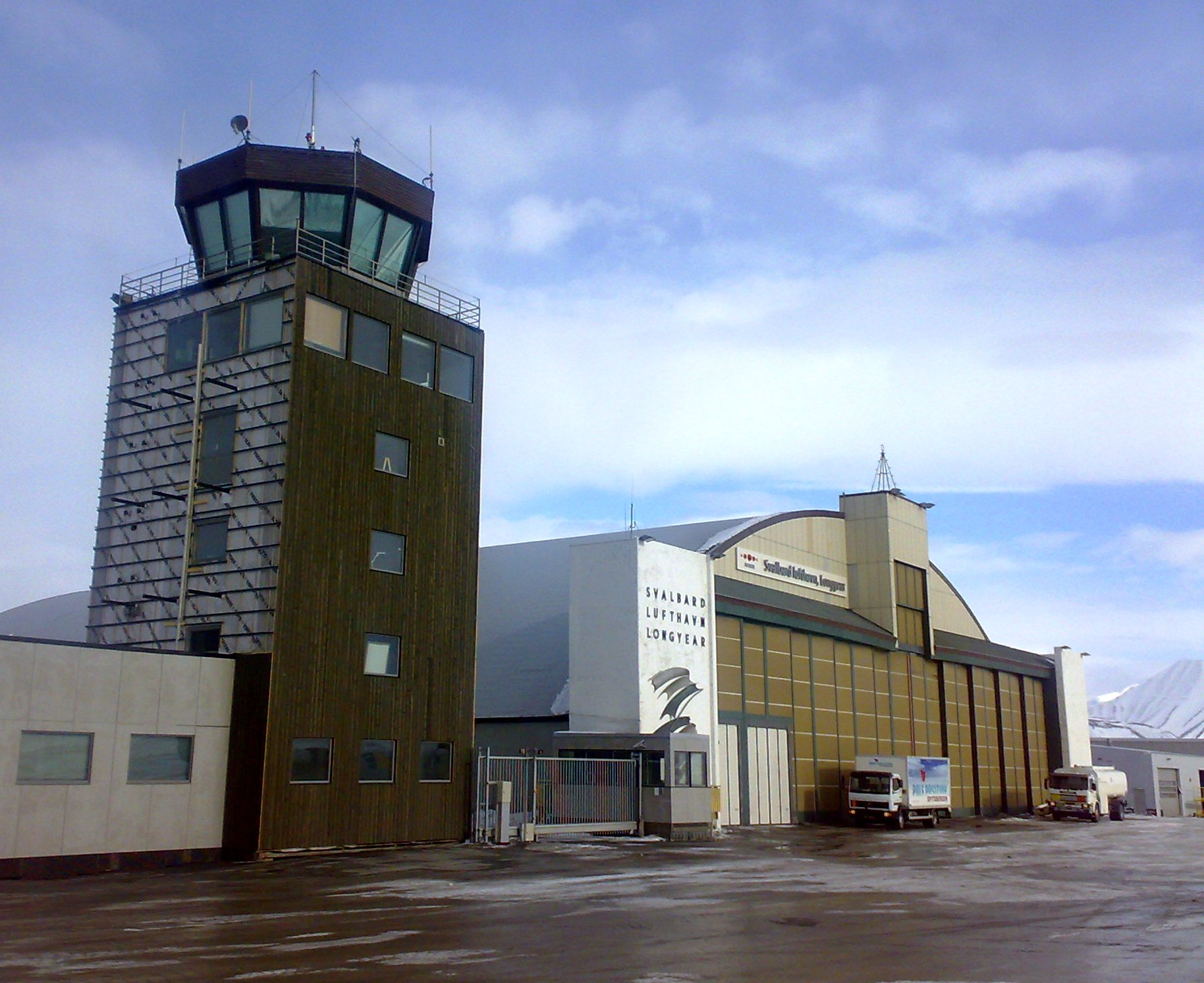
控制塔和机库

20世纪70年代初，苏联和挪威取得共识，决定在斯瓦尔巴群岛建设一座民用机场。新机场建于永久冻土之上，于1973年开工，1975年完工。

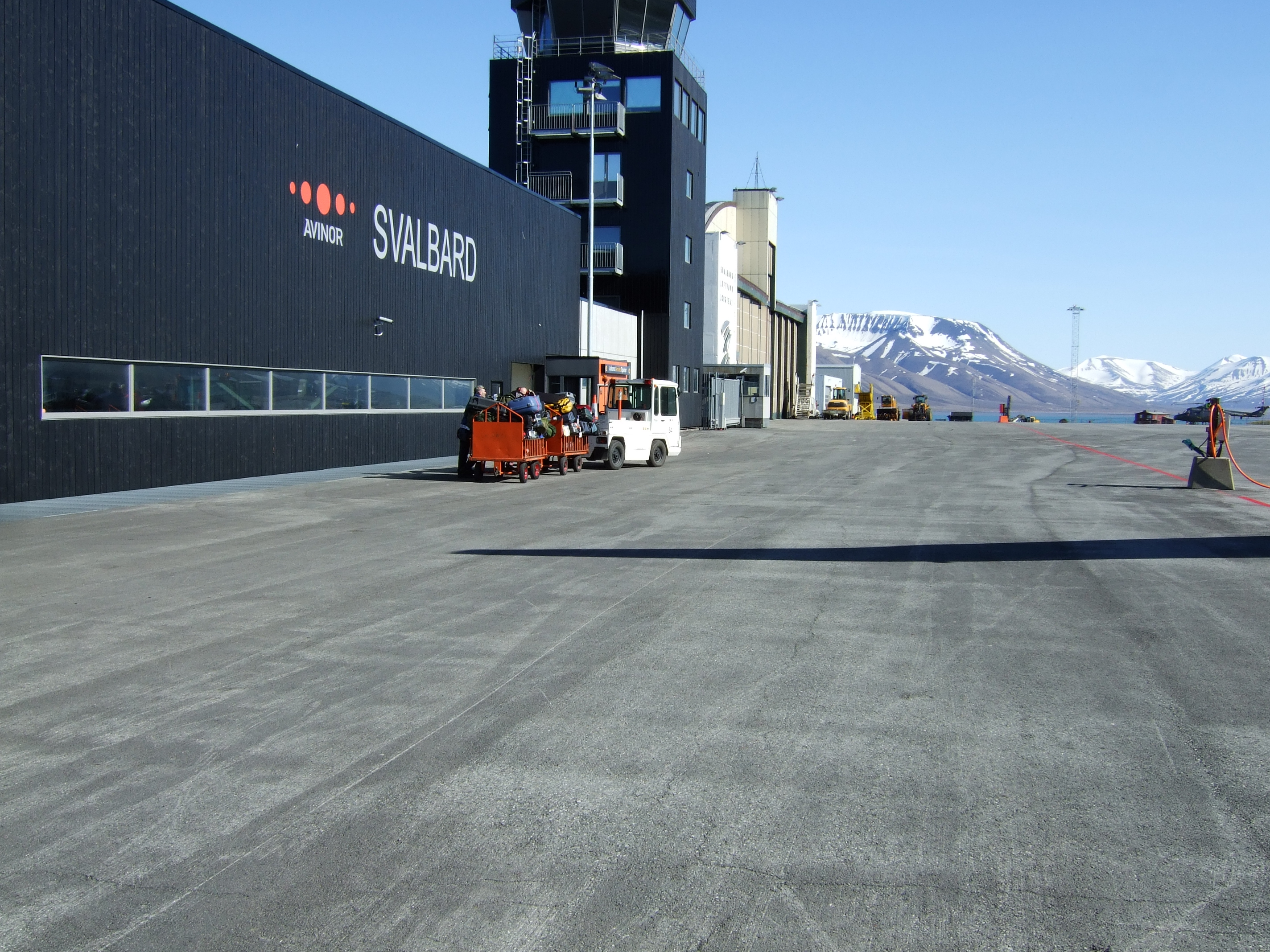
斯瓦尔巴机场航站楼

新机场建成后，布拉森航空和北欧航空均申请获得斯瓦尔巴群岛与挪威本土间航线的特许经营权。结果是北欧航空取得成功，开通了每周一次的航班。在新机场形式开通之前，布拉森航空仍继续为Store Norske公司提供包机服务。苏联方面则将特许经营权授予俄罗斯航空，每周执行两个航班飞往摩尔曼斯克。1975年8月14日，斯瓦尔巴机场按计划应正式开通，由北欧航空的道格拉斯DC-9进行首航。执行首航任务的飞机上有包括挪威国王奥拉夫五世在内的宾客。但飞机由于朗伊尔城的大雾天气而被迫返航。9月1日，布拉森航空使用一架福克F27来校准跑道，北欧航空和俄罗斯航空的飞行员也搭乘这架飞机了解着陆条件。次日，机场正式开通的第二次尝试取得成功。除北欧航空和俄罗斯航空的定期航班外，弗雷德·奥尔森航空为Store Norske公司提供货运包机服务。

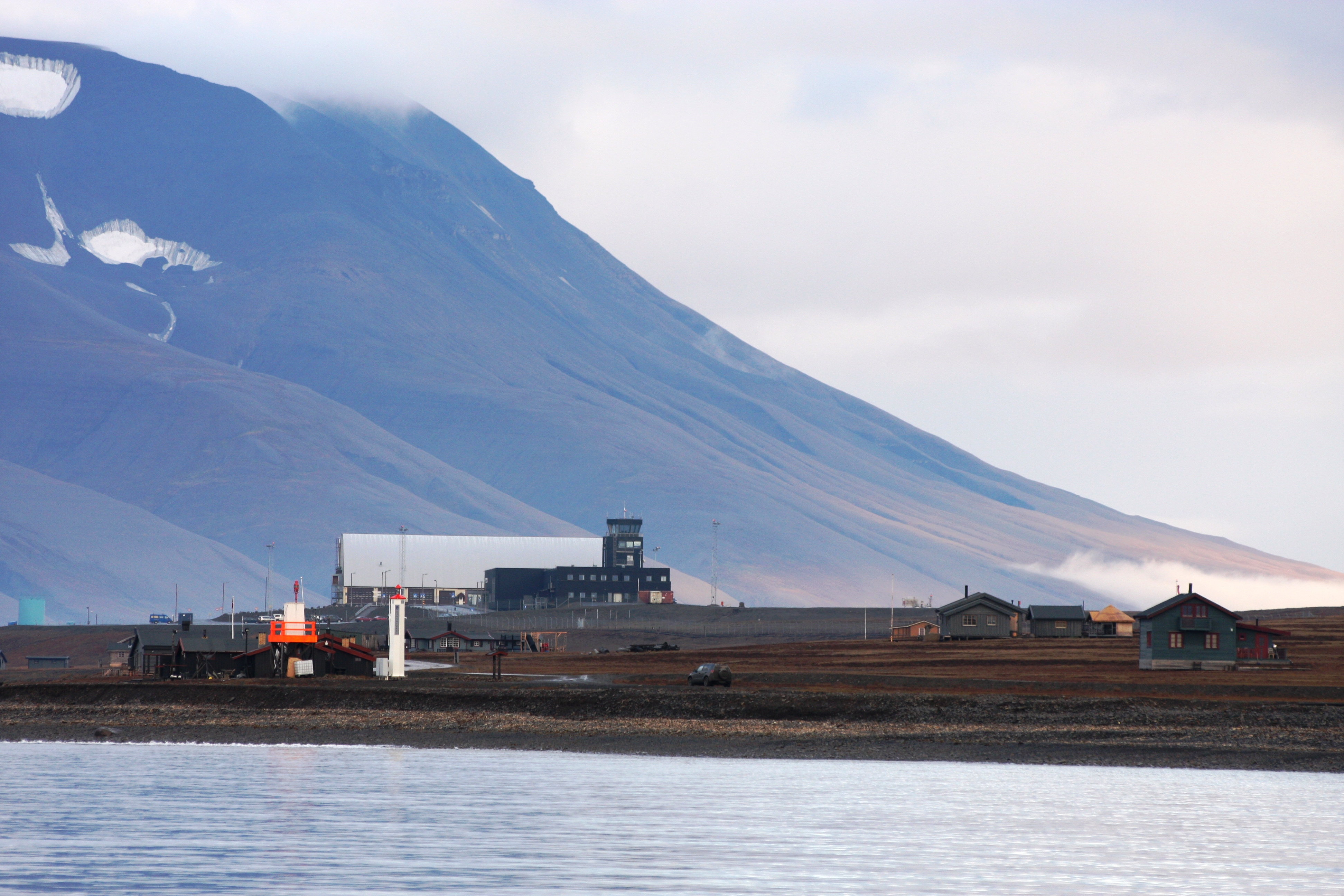
从峡湾看机场

1987年8月14日，布拉森航空重新进入市场，与北欧航空一样执行飞往特罗姆瑟和奥斯陆的航班。2002年，北欧航空收购布拉森航空之后，北欧航空集团所有飞往朗伊尔城的航班均由布拉森航空执行。2004年4月至11月间，挪威航空曾开通朗伊尔城至特罗姆瑟和奥斯陆的航班，但由于上座率太低而未继续运营。2008年3月，该公司重开奥斯陆－朗伊尔城航线，但同年年底再度停飞。

## 设施

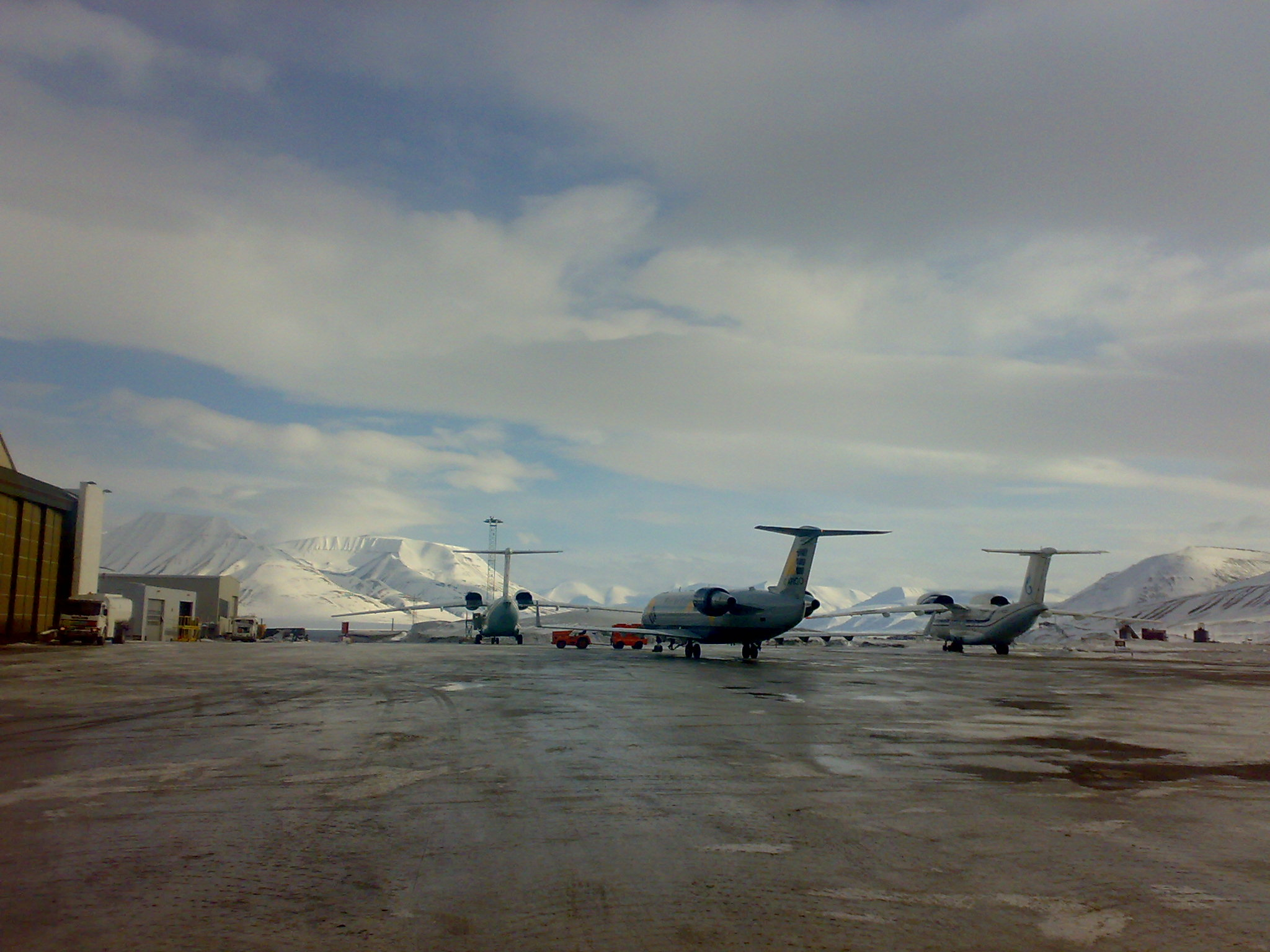
停机坪

斯瓦尔巴朗伊尔机场位于斯瓦尔巴首府及最大居民点朗伊尔城西北3千米处，同时也为邻近的俄罗斯人居民点巴伦支堡服务。斯瓦尔巴群岛与挪威本土不同，并不属于申根区。
机场跑道长宽为2319米×45米，配备有仪表着陆系统，但无滑行道。机场外有200个免费停车位。此外，还有机场大巴、的士和租车服务。

## 通航航空公司及航点
| 航空公司      | 目的地                           |
| ------------- | -------------------------------- |
| Lufttransport | 新奥勒松（包机）、斯韦阿（包机） |
| 北欧航空      | 奥斯陆、特罗姆瑟                 |
| 挪威穿梭航空  | 奥斯陆、特罗姆瑟                 |

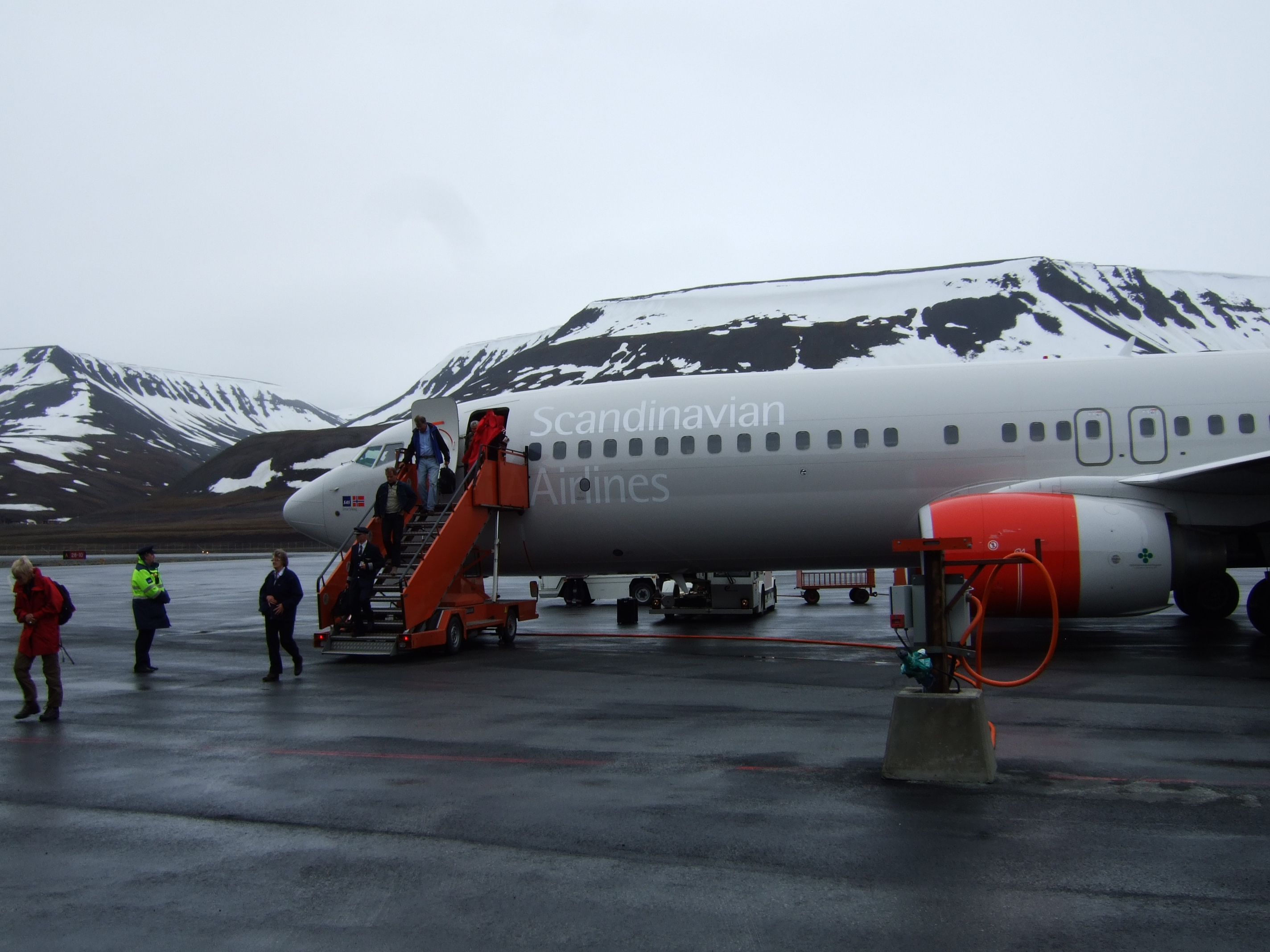
北欧航空的波音737抵达斯瓦尔巴机场

目前，北欧航空和挪威穿梭航空开通有飞往奥斯陆和特罗姆瑟的定期航班。而Lufttransport则使用两架19座的多尼尔228开通了包机航班，为Kings Bay公司运送科研人员往来新奥勒松，为Store Norske公司运送采矿人员往来斯韦阿。

## 事故与意外
- 1986年10月10日，一架预定飞往新奥勒松的塞斯纳185飞机从斯瓦尔巴机场起飞后不久坠毁，机上6人全部遇难。[18]
- 1996年8月29日，伏努科沃航空一架注册号为RA-85621的图-154M飞机执行VKO2801次航班，从莫斯科伏努科沃国际机场飞往斯瓦尔巴机场。飞机进近过程中在距离机场约8海里处撞山坠毁。机上141名人员全部遇难。这是挪威历史上最严重的空难。[19][20]